# Mojzesovo
Mojzesovo (bis 1948 slowakisch „Izdeg“ – bis 1927 „Ezdeg“; ungarisch Özdöge – älter Özdög) ist eine Gemeinde im Westen der Slowakei mit 1326 Einwohnern (Stand 31. Dezember 2024), die zum Okres Nové Zámky, einem Kreis des Nitriansky kraj, gehört.

## Geographie
Die Gemeinde befindet sich im slowakischen Donautiefland am linken Ufer der Nitra. Ausläufer des Hügellands Žitavská pahorkatina reichen in das Gemeindegebiet und es gibt einige Weingärten nördlich des Ortes. Das Ortszentrum liegt auf einer Höhe von 130 m n.m. und ist neun Kilometer von Šurany sowie 22 Kilometer von Nové Zámky entfernt.
Nachbargemeinden sind Černík im Norden, Maňa im Osten, Úľany nad Žitavou im Süden, Šurany im Südwesten und Komjatice im Westen.

## Geschichte

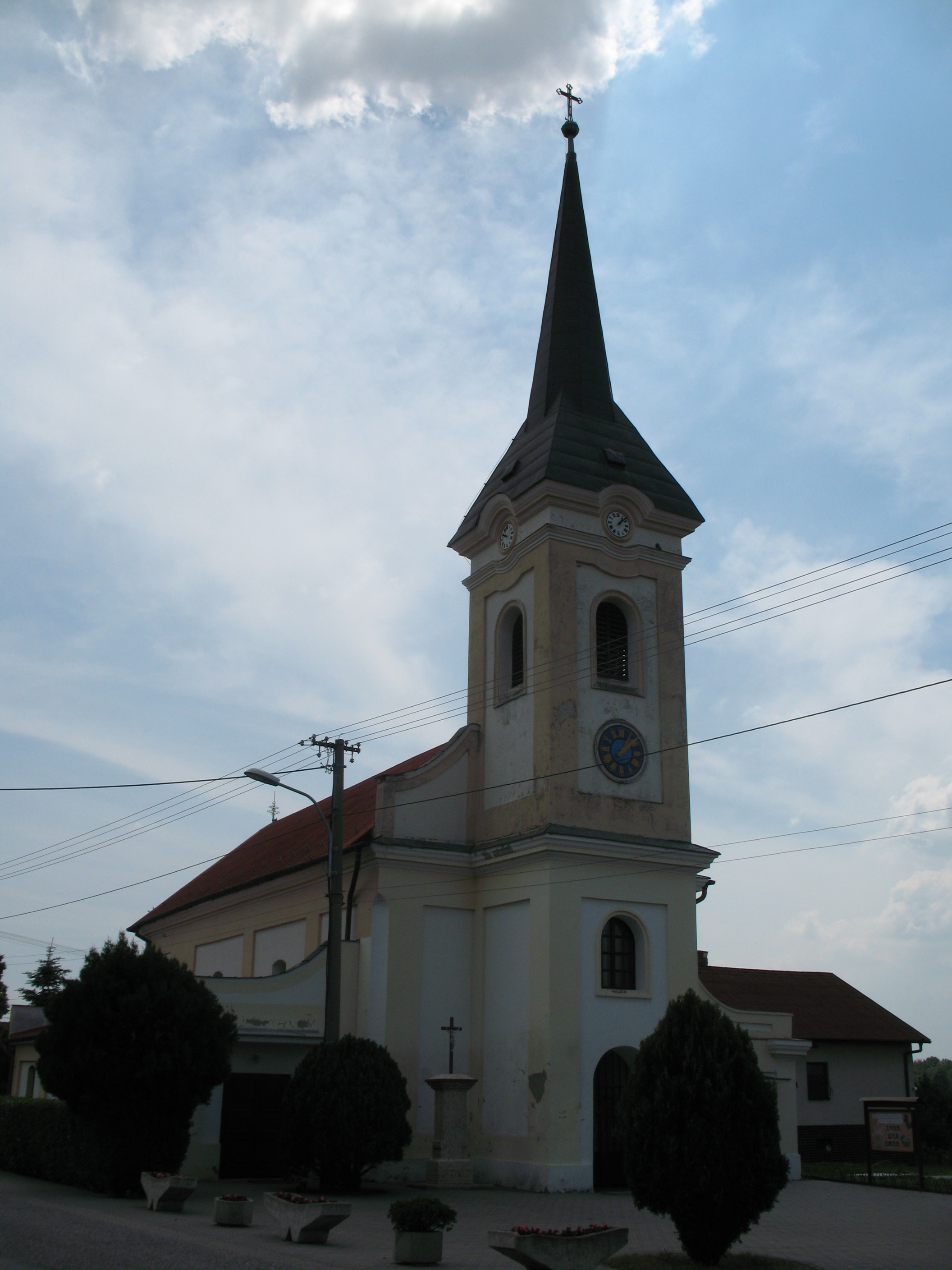
Andreaskirche im Ort

Nach archäologischen Untersuchungen gab es gegen 4000 v. Chr. (Jungsteinzeit) eine Siedlung der Linearbandkeramischen Kultur. Weitere Funde stammen aus der Hallstattzeit sowie aus dem 8. Jahrhundert, in dem es eine slawische Siedlung gab.
Der Ort wurde zum ersten Mal 1273 als Izdegey schriftlich erwähnt und gehörte anfangs einem gewissen Pethen, danach dem Herrschaftsgut der Burg Gýmeš. Weitere Gutsbesitzer waren Matthäus Csák im Jahr 1302, nach Auflösung von Csáks Provinz direkt die ungarische Krone, 1386 das Geschlecht Forgách, im 16. Jahrhundert Esdeghy, Károlyi und Rudnyánszky. 1828 zählte man 81 Häuser und 576 Einwohner, die von der Landwirtschaft und Tabakanbau lebten.
Bis 1918/1919 gehörte der im Komitat Neutra liegende Ort zum Königreich Ungarn und kam danach zur Tschechoslowakei beziehungsweise heute Slowakei. Auf Grund des Ersten Wiener Schiedsspruchs lag er 1938–1945 noch einmal in Ungarn.
1948 wurde der alte Name Izdeg durch Mojzesovo, einem nach dem Neusohler Bischof Štefan Moyzes geschaffenen Namen, ersetzt.

## Bevölkerung
| Jahr                | 1994 | 2004    | 2014    | 2024    |
| ------------------- | ---- | ------- | ------- | ------- |
| Anzahl der Personen | 1399 | 1374    | 1312    | 1326    |
| Unterschied         |      | −1,78 % | −4,51 % | +1,06 % |

| Jahr                | 2023 | 2024    |
| ------------------- | ---- | ------- |
| Anzahl der Personen | 1322 | 1326    |
| Unterschied         |      | +0,30 % |

Nach der Volkszählung 2011 wohnten in Mojzesovo 1338 Einwohner, davon 1292 Slowaken und jeweils ein Magyare und Tscheche. 44 Einwohner machten diesbezüglich keine Angabe. 1250 Einwohner bekannten sich zur römisch-katholischen Kirche und jeweils zwei Einwohner zur evangelischen Kirche A. B. sowie zur griechisch-katholischen Kirche. 24 Einwohner waren konfessionslos und bei 60 Einwohnern wurde die Konfession nicht ermittelt.

## Bauwerke
- römisch-katholische Andreaskirche im Barockstil aus dem Jahr 1720, im 20. Jahrhundert erweitert